# تروششتی
تروششتی (به لاتین: Trușești) یک روستا در رومانی است.